# ジョアン・カルロス・ダ・シウヴァ・ベント
ジョアン・カルロス・カヴァロ（João Carlos Cavalo）ことジョアン・カルロス・ダ・シウヴァ・ベント（João Carlos da Silva Bento, 1967年6月19日 - ）は、ブラジル、アマゾナス州ラブレア出身のサッカー指導者、元選手。
カヴァロは馬の意。ジョン・モーガン（ジョアンはジョンに相当）が主人公の映画『馬と呼ばれた男』 (A Man Called Horse) に由来する。

## 来歴
20歳の時にアトレチコ・リオ・ネグロ・クルーベでデビュー。1995年、アトレチコ・パラナエンセから東京ガスサッカー部（後のFC東京）へ移籍。登録名はジョン・カルロス。劣勢を覆すスーパーサブとして親しまれた。
34歳で現役を引退し、古巣リオ・ネグロで指導者に転身。2016年にはナシオナル・ファスト・クルーベを45年ぶりのカンピオナート・アマゾネンセ優勝に導いた。

## 所属クラブ
- 1988年 - 1990年  アトレチコ・リオ・ネグロ・クルーベ (Atlético Rio Negro Clube)
- 1990年 - 1993年  SEマツバラ
- 1993年 - 1995年  アトレチコ・パラナエンセ
- 1995年 - 1996年  東京ガスサッカー部
- 1997年  イトゥアーノFC
- 1997年  サンライムンドEC (AM) (São Raimundo Esporte Clube (AM))
- 1998年  イピランガFC (リオグランデ・ド・スル州)
- 1998年  GEサンカルレンセ (Grêmio Esportivo Sãocarlense)
- 1998年 - 1999年  ジョインヴィレEC
- 1999年  ブルメナウEC (Blumenau Esporte Clube)
- 1999年 - 2001年  イヴェルドン＝スポールFC
- 2002年  アトレチコ・リオ・ネグロ・クルーベ

## 指導歴
- 2003年  アトレチコ・リオ・ネグロ・クルーベ[6]
- 2004年  ナシオナルFC (AM)[6]
- 2004年  リオ・ブランコFC[6]
- 2005年  サン・ライムンドEC (AM)[6]
- 2005年  GAコアリエンセ (Grêmio Atlético Coariense) [6]
- 2005年 - 2007年  リオ・ブランコFC[6]
- 2008年  SCウルブラ・ジ・パラナ (Sport Club Ulbra Ji-Paraná) [6]
- 2008年  ナシオナル・ファスト・クルーベ (Nacional Fast Clube) [6]
- 2009年  オランダEC (Holanda Esporte Clube) [6]
- 2009年  プリンセーザ・ド・ソリモンエスEC (Princesa do Solimões Esporte Clube) [6]
- 2009年  ペニャロールAC (Penarol Atlético Clube) [6]
- 2010年  SAセイランデンセ (Sociedade Atlético Ceilandense) [6]
- 2010年  ナシオナルFC (AM)
- 2011年  ドバイCSC (Dubai CSC) [6]
- 2012年  AAルジアニア[6]
- 2012年  ウベルランジアEC[6]
- 2013年  ボスケ・フォルモーサEC (Bosque Formosa Esporte Clube) [6]
- 2013年 - 2014年  ソブラジーニョEC[6]
- 2014年  ブラジリエンセFC[6]
- 2014年  リオ・ブランコFC
- 2014年  クラブ・アメリカ：コーディネーター[2]
- 2015年  アトレチコ・アクレアーノ (Atlético Acreano)
- 2015年[3]  ナシオナル・ファスト・クルーベ
- 2015年  ソブラジーニョEC
- 2016年  リオ・ブランコFC
- 2016年 - 2017年  ナシオナル・ファスト・クルーベ
- 2017年  アトレチコ・リオ・ネグロ・クルーベ
- 2017年 - 2018年  CDCマニコレ
- 2019年  マナウスFC
- 2019年  ECイランドゥバ
- 2019年 - 2021年  ECイランドゥバ女子
- 2022年  マナウアラEC
- 2022年 -  アトレチコ・リオ・ネグロ・クルーベ